# Baie de Wismar
La baie de Wismar (Wismarer Bucht) est une baie la plus méridionale de la mer Baltique après la lagune de Szczecin. Elle se situe dans le land de Mecklembourg-Poméranie-Occidentale au nord-est de l'Allemagne. La baie de Wismar est une subdivision de la baie du Mecklembourg, au nord de la ville hanséatique de Wismar.